# 나라카

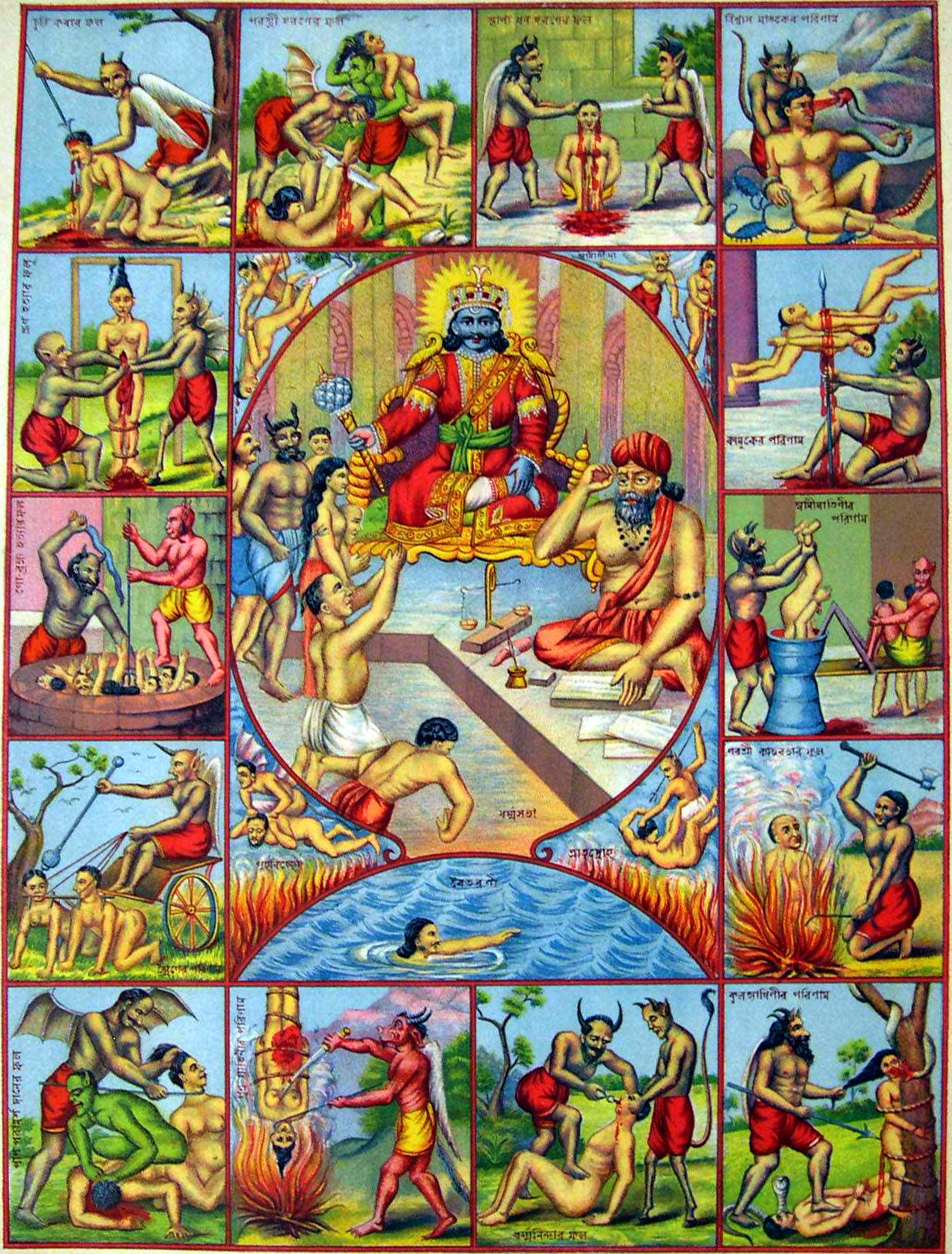
힌두교의 나락.

나라카(산스크리트어: नरक)는 인도계 종교에서 망자에게 끔찍한 고문이 행해지는 곳으로 전해지는 일종의 지옥이다. 나라카(naraka)의 발음을 그대로 옮겨 쓴 불교용어가 나락(奈落)이며 이슬람교 국가인 인도네시아와 말레이시아에서도 이슬람교의 지옥을 "네라카(Neraka)"라고 한다.

## 관련 논문
- 박영철, 〈나라카(Naraka)에서 地獄으로: 불교의 번역과 중국 문명〉, 《역사교육》 63, 역사교육연구회, 1997년